# Osun-Oshogbo
Osun-Osogbo est une « forêt sacrée » de 75 hectares, un site archéologique du Nigeria inscrit en 2005 sur la liste du patrimoine mondial.

## Description
La forêt, d'une superficie de 75 hectares, est située près de la ville d'Osogbo, dans une des rares zones épargnées de forêt primaire au Nigeria. Elle est traversée par le fleuve Osun, qui prend sa source à Igede Ekiti,. Les activités de pêche, de chasse et d'agriculture y sont interdites.
Osun, déesse de la fertilité et de l'eau, une des divinités du panthéon yoruba, est censée y avoir élu domicile. De nombreuses sculptures à caractère religieux y ont été érigées. En août, se tient chaque année dans la forêt un festival d'une dizaine de jours en l'honneur de la déesse. Les fidèles viennent alors prier au bord du fleuve, faire des offrandes et se purifier avec l'eau.
Dans les années 1960, l'artiste autrichienne Susanne Wenger a participé à la protection et à la reconnaissance internationale de la culture des Yorubas, en se consacrant notamment à la restauration des sanctuaires.